# 富士浅間神社 (東郷町)
富士浅間神社（ふじせんげんじんじゃ）は、愛知県愛知郡東郷町にある神社。延喜式神名帳に「尾張國愛智郡伊副神社」として記載されている神社に比定されている。旧社格は村社で、浅間神社の1つ。

## 概要
社伝によると、この神社は古名を伊福神社と言う。延喜式神名帳にある「伊副神社」に比定されている。神域の西側には管理教育で有名な東郷高校がある。神域の面積はおよそ15,000坪である。祭神は木花咲夜毘売命、素戔嗚尊、大物主命、崇神天皇である。

## 境内社
熊野社、伊豆社、白山社、日吉社、鹿島社、三島社、箱根社等があり、本殿の裏に並べて祀られている。また平成3年には護国神社の祭殿が新たに創建されている。